# Оберг, Калерво
Калерво Оберг (англ. Kalervo Oberg; 15 января 1901, Нанаймо, Британская Колумбия — 11 июля 1973, Корваллис, Орегон) — канадский антрополог.
Известен тем, что ввёл в научный оборот термин «культурный шок», который описывает эмоциональный или физический дискомфорт человека, попавшего в иную культурную среду.
Оберг считал, что культурный шок — это результат тревоги, которая появляется при потере привычных «символов социального взаимодействия» в обществе.
Также учёный сформулировал теорию U-кривой адаптации, которая описывает процесс привыкания человека к новому месту жительства.
Кроме того, Оберг написал докторскую диссертацию на тему «Социальная экономика индейцев-тлинкитов Аляски».